# Lieusaint (Seine-et-Marne)
Lieusaint is een gemeente in het Franse departement Seine-et-Marne (regio Île-de-France) en telt 6365 inwoners (1999). De plaats maakt deel uit van het arrondissement Melun en is een van gemeenten van de nieuwe stad Sénart.
Carré Sénart, een activiteitenzone van 196 ha aangelegd op initiatief van de nieuwe stad Sénart, ligt gedeeltelijk op het grondgebied van Lieusaint.

## Geografie
De oppervlakte van Lieusaint bedraagt 12,0 km², de bevolkingsdichtheid is 530,4 inwoners per km².

## Verkeer en vervoer
In de gemeente ligt spoorwegstation Lieusaint - Moissy.
De onderstaande kaart toont de ligging van Lieusaint (Seine-et-Marne) met de belangrijkste infrastructuur en aangrenzende gemeenten.

## Demografie
Onderstaande figuur toont het verloop van het inwonertal (bron: INSEE-tellingen).